# Чебои, Коллинс
Коллинс Чебои — кенийский легкоатлет, который специализируется в беге на 1500 метров. Серебряный призёр Всеафриканских игр 2011 года.

## Сезон 2014 года
2 февраля 2014 года стал бронзовым призёром соревнований «Русская зима» с личным рекордом — 3.36,41. 9 мая занял 9-е место на этапе Бриллиантовой лиги Qatar Athletic Super Grand Prix — 3.32,30.